# ل گارن
ل گارن (به فرانسوی: Le Garn) یک کامین در فرانسه است که در Canton of Pont-Saint-Esprit واقع شده‌است.

## خصوصیات
ل گارن ۱۰٫۸۱ کیلومترمربع مساحت و ۲۲۳ نفر جمعیت دارد و ۱۸۰ متر بالاتر از سطح دریا واقع شده‌است.